# موسن
موسن (به آلمانی: Müssen) یک شهر در آلمان است که در هرتسوگتوم لاونبورگ واقع شده‌است.
 موسن  ۹۶۷ نفر جمعیت دارد.